# Paulette Poujol-Oriol

Paulette_Poujol-Oriol

Paulette Poujol-Oriol (12 tháng 5 năm 1926 – 11 tháng 3 năm 2011) là một nhà giáo dục, nữ diễn viên, nhà soạn kịch, nhà nữ quyền và nhà văn người Haiti. Thông thạo tiếng Pháp, Creole, tiếng Anh, tiếng Tây Ban Nha, tiếng Đức và tiếng Ý, bà đã đóng góp cho nghệ thuật và văn học Haiti, và thành lập Picolo Teatro, một trường nghệ thuật biểu diễn cho trẻ em. Bà đã được công nhận là một trong những nhân vật văn học hàng đầu của Haiti cũng như một trong những nhà soạn kịch tích cực nhất trong phong trào nữ quyền của Haiti.

## Thơ ấu và giáo dục
Poujol-Oriol được sinh ra trong bối cảnh kinh tế xã hội đặc quyền ở Port-au-Prince vào năm 1926 với cha là Joseph Poujol, hoạt động trong kinh doanh và nhà hát, và mẹ là Augusta Auxila. Gia đình bà chuyển đến Paris khi bà chưa đầy một tuổi, trở về Haiti khi sáu tuổi, cha bà thành lập Viện thương mại Joseph Poujol, một cơ sở giáo dục. Poujol-Oriol học tại École Normale Supérieure ở Port-au-Prince và sau đó tại Viện Thương mại và Quản trị Kinh doanh London ở Jamaica.

## Sự nghiệp
Ngay từ khi còn nhỏ, nhờ sự khuyến khích của cha, bà đã bắt đầu quan tâm đến văn hóa, đặc biệt là văn học cổ điển Pháp và nhà hát. Năm 1949, bà tham gia Société Nationale d'Art Dramatique (SNAD) được biểu diễn tại Rex Théâtre. Bà tiếp tục dạy ngôn ngữ, và sau đó là bộ phim truyền hình, tại trường của cha bà và tại Collège Saint François Keyboardssise nơi bà ở lại trong 14 năm. Bà đã gắn bó nhiều năm với École Nationale de Jardinières d'Enfants của Marie-Thérèse Colimon-Hall. Bà cũng từng giảng dạy tại Nhà hát của Ecole Nationale des Arts, nơi bà đứng đầu từ năm 1983 đến 1991, cũng đảm nhận nhiệm vụ giảng dạy tại Đại học Quisqueya. Bà thành lập và lãnh đạo Piccolo Teatro, một tổ chức giảng dạy kịch cho trẻ em.
Là một nhà nữ quyền, trong 50 năm, bà đã liên kết với một số tổ chức của phụ nữ, bao gồm Ligue Féminine Keyboardction Social (Liên minh nữ quyền vì hành động xã hội), làm chủ tịch từ năm 1997 cho đến khi qua đời. Bà là thành viên sáng lập của Club des femmes de carrière libérale et adse và vào năm 1994, bà sáng lập Alliance des Femmes Haïtiennes, một cơ quan điều phối công việc của khoảng năm mươi tổ chức nữ quyền.

## Cuộc sống cá nhân
Poujol-Oriol kết hôn hai lần. Với cuộc hôn nhân đầu tiên kết thúc bằng việc ly hôn, bà đã có một cậu con trai, Georges Michel là một nhà vật lí và một cô con gái, Claudine Michel là giáo sư tại Đại học California, Santa Barbara. Cuộc hôn nhân thứ hai của bà, bà kết hôn với Marc Oriol. Bà qua đời vì một cơn đau tim vào tháng 3 năm 2011 tại Port-au-Prince.

## Giải thưởng
- 1980, Prix Littéraire Henri Deschamp (bà là người phụ nữ thứ hai từng nhận giải thưởng) [7]
- 1988, Le Monde giải thưởng truyện ngắn bằng tiếng Pháp (onzième concours de la meilleure nouvelle de langue francaise) [6]
- 1995, Prix Jacques-Stephen Alexis, giải ba cho truyện ngắn Madan Marié [2]
- 2001, Prix Godarneur de la rosée du livre et de la littérature, được trao tặng bởi Bộ Văn hóa Haiti [2]
- 2005, giải thưởng tại Hội nghị Phụ nữ và Quốc tịch Mỹ Latinh về đóng góp cho phong trào phụ nữ Haiti [3]